# Mydaea nishijimai
Mydaea nishijimai este o specie de muște din genul Mydaea, familia Muscidae, descrisă de Hiromu Kurahashi în anul 1983. Conform Catalogue of Life specia Mydaea nishijimai nu are subspecii cunoscute.